# Barroco novo-hispano
O barroco novo-hispano é um movimento artístico que apareceu no que hoje é o México, em finais do século XVI, aproximadamente, e que se preservou até meados do século XVIII. A arte barroca na Nova Espanha permitiu aos artistas da Nova Espanha experimentar a criação de formas expressivas, contrastantes e realistas, criando manifestações artísticas que foram amplamente aceitas pela sociedade da Nova Espanha. Por um lado, destacam esculturas talhadas e policromadas que, além de mostrarem a habilidade técnica dos artesãos, refletem a expressividade e os contrastes de cores típicos do Barroco novo-hispano. As igrejas católicas foram construídas em estilo barroco (uma parte significativa delas foi dedicada à Virgem Maria) e destinadas a fortalecer o poder da Espanha sobre as terras americanas. Este estilo era caracterizado pela rica decoração ornamental e pilastras. As igrejas tinham torres sineiras emparelhadas. O retábulo dava azo ao ornamento interior. Pedras vulcânicas (Basílica de Nossa Senhora da Solidão) e relevos em pedra deram gosto ao local pela arquitetura barroca. Os alicerces das igrejas eram criados a partir de pedras de templos pagãos astecas (Catedral da Cidade do México). O barroco mexicano mantém elementos do gótico espanhol (rosácea) e da arquitetura mourisca (mudéjar). A relação entre os conceitos Barroco Mexicano e Ultra-Barroco é discutível (por vezes são identificados), entretanto, o termo “ultrabarroco” era utilizado pelos próprios mexicanos.
Paralelamente à arquitetura, o barroco mexicano encontrou a sua expressão na filosofia (Sigüenza) e na literatura (Irmãs de Juan)
Com a Independência do México em 1821, a arquitetura em estilo barroco desaparece, dando lugar ao classicismo.